# 33a cerimònia dels Premis César
La 33a cerimònia dels Premis César — també coneguts com Nuit des César — que premiava les pel·lícules estrenades el 2007, va tenir lloc el 22 de febrer de 2008 al Théâtre du Châtelet.
Jean Rochefort és el president, i Antoine de Caunes el mestre de cerimònies (ja havia estat entre 1996 i 1999). Aquesta edició també s'emet en directe i sense xifrar a Canal+. Per primera vegada, la cerimònia té lloc un divendres en lloc d'un dissabte, per evitar la competició del partit França-Anglaterra del Torneig de les Sis Nacions. la cerimònia va ser seguit per 2.4 milions d'espectadors. Això correspon a l’11,9% de l'audiència.

## Presentadors i ponents
- Jean Rochefort, president de la cerimònia
- Antoine de Caunes, presentador de la cerimònia
- Alice Taglioni, presentada amb el César al millor actor revelació
- Mélanie Laurent, premiada amb el César al millor curtmetratge
- Léa Drucker i Emma de Caunes, guardonades amb el César a la millor primera pel·lícula
- Gilles Lellouche i Jean-Paul Rouve, presentació del César a la millor música original
- Marie Gillain, presentació del César al millor vestuari
- Fanny Ardant, presentació del primer César d'honor
- Vahina Giocante i Malik Zidi, guardonades amb el César a la millor actriu revelació
- Élie Semoun, guardonada amb el César al millor so
- Élie Semoun, guardonada amb el César al millor decorat
- Virginie Ledoyen, presentació del César al millor actor secundari
- Melvil Poupaud, presentació del segon César d'honor
- Michel Houellebecq, presentació del César a la millor adaptació
- Caterina Murino, premiada amb el César a la millor pel·lícula estrangera
- François-Xavier Demaison, presentació del César a la millor actriu secundària
- Aïssa Maïga, premiada amb el César a la millor pel·lícula documental
- Clotilde Courau, premiada amb el César al millor guió original
- Jean-Claude Van Damme i Louise Bourgoin, guardonats amb el César a la millor fotografia
- Jean-Claude Van Damme i Louise Bourgoin, guardonats amb el César al millor muntatge
- Alain Delon, homenatge a Romy Schneider
- Nathalie Baye i Édouard Baer, presentació del César al millor director
- Marina Hands, presentació del César al millor actor
- Alain Delon, presentació del César a la millor actriu
- Charlotte Rampling i Jean Rochefort, presentació del César a la millor pel·lícula

## Desenvolupament
La gran triomfadora i sorpresa de la nit fou La Graine et le Mulet d'Abdellatif Kechiche, que de cinc nominacions en va guanyar quatre: millor pel·lícula, millor director, millor revelació femenina i millor guió original, encara que La vida en rosa d'Olivier Dahan obté cinc premis d'onze nominacions: millor actriu, millor decorat, millor vestuari, millor fotografia i millor so. Abdellatif Kechiche va guanyar el premi al millor director i al millor guió original. En canvi, Un secret de Claude Miller d'11 nominacions no va guanyar cap premi. Com a nota emotiva, li fou atorgat un César d'honor pòstum a Romy Schneider a petició d'Alain Delon.

## Guanyadors i nominats
Els guanyadors s'indiquen en negreta 
| Millor pel·lícula - La Graine et le Mulet d'Abdellatif Kechiche, produït per Claude Berri - La vida en rosa d'Olivier Dahan, produït per Alain Goldman - Persèpolis de Marjane Satrapi i Vincent Paronnaud, produït per Marc-Antoine Robert, Xavier Rigault - L'escafandre i la papallona de Julian Schnabel, produït per Jérôme Seydoux - Un secret de Claude Miller, produït per Yves Marmion                 | Millor director - Abdellatif Kechiche per La Graine et le Mulet - Olivier Dahan per La vida en rosa - Claude Miller per Un secret - Julian Schnabel per L'escafandre i la papallona - André Téchiné per Les Témoins |
| Millor actor - Mathieu Amalric pel paper de Jean-Dominique Bauby a L'escafandre i la papallona - Michel Blanc pel paper d'Adrien a Les Témoins - Jean-Pierre Darroussin pel paper de jardinier "Dujardin" a Dialogue avec mon jardinier - Vincent Lindon pel paper de Bertrand Liévain a Ceux qui restent - Jean-Pierre Marielle pel paper de Salomon Bellinsky a Faut que ça danse !                           | Millor actriu - Marion Cotillard pel paper d'Édith Piaf a La vida en rosa - Isabelle Carré pel paper d’Anna M. a Anna M. - Cécile de France pel paper de Tania a Un secret - Marina Foïs pel paper de Catherine Nicolle, dite « Darling », a Darling - Catherine Frot pel paper d'Odette Toulemonde a Odette Toulemonde |
| Millor actor secundari - Sami Bouajila pel paper de Mehdi a Les Témoins - Pascal Greggory pel paper de Louis Barrier a La vida en rosa - Michael Lonsdale pel paper de Mathias Jüst a La Question humaine - Fabrice Luchini pel paper de Monsieur Jourdain a Molière - Laurent Stocker pel paper de Philibert Marquet de la Tubelière a Ensemble, c'est tout                                                    | Millor actriu secundària - Julie Depardieu pel paper de Louise a Un secret - Noémie Lvovsky pel paper de Nathalie a Actrices - Bulle Ogier pel paper de Geneviève a Faut que ça danse ! - Ludivine Sagnier pel paper de Hannah a Un secret - Sylvie Testud pel paper de Mômone a La vida en rosa |
| Millor actor revelació - Laurent Stocker pel paper de Philibert Marquet de la Tubelière a Ensemble, c'est tout - Nicolas Cazalé pel paper d'Antoine Sforza a Le Fils de l'épicier - Grégoire Leprince-Ringuet pel paper d'Erwann a Les Chansons d'amour - Johan Libéreau pel paper de Manu a Les Témoins - Jocelyn Quivrin pel paper de Charlie a 99 Francs                                                     | Millor actriu revelació - Hafsia Herzi pel paper de Rym a La Graine et le Mulet - Louise Blachère pel paper d'Anne a Naissance des pieuvres - Audrey Dana pel paper de Huguette a Roman de gare - Adèle Haenel pel paper de Floriane a Naissance des pieuvres - Clotilde Hesme pel paper d'Alice a Les Chansons d'amour |
| Millor pel·lícula estrangera - La vida dels altres de Florian Henckel von Donnersmarck • - 4 luni, 3 saptamini si 2 zile de Cristian Mungiu • - Auf der anderen Seite de Fatih Akin • / - We Own the Night de James Gray • - Promeses de l'est de David Cronenberg • / | Millor primera pel·lícula - Persèpolis, de Marjane Satrapi i Vincent Paronnaud - Ceux qui restent, d'Anne Le Ny - Et toi t'es sur qui ?, de Lola Doillon - Naissance des pieuvres, de Céline Sciamma - Tout est pardonné, de Mia Hansen-Løve |
| Millor guió original - La Graine et le Mulet – Abdellatif Kechiche - La vida en rosa – Olivier Dahan - Two Days in Paris – Julie Delpy - Ceux qui restent – Anne Le Ny - Molière – Laurent Tirard i Grégoire Vigneron | Millor guió adaptat - Persèpolis – Marjane Satrapi i Vincent Paronnaud (adaptat del còmic homònim de Marjane Satrapi) - Ensemble, c'est tout – Claude Berri (adaptat de la novel·la homònima d'Anna Gavalda) - L'escafandre i la papallona – Ronald Harwood (adaptat de la biografia homònima de Jean-Dominique Bauby) - Un secret – Natalie Carter i Claude Miller (adapté du roman homonyme de Philippe Grimbert) - Darling – Christine Carrière (adaptat de la novel·la homònima de Jean Teulé) |
| Millor música - Les Chansons d'amour – Alex Beaupain - Persèpolis – Olivier Bernet - L'Ennemi intime – Alexandre Desplat - Un secret – Zbigniew Preisner - Faut que ça danse ! – Archie Shepp | Millor fotografia - La vida en rosa – Tetsuo Nagata - Le Deuxième Souffle – Yves Angelo - Un secret – Gérard de Battista - L'Ennemi intime – Giovanni Fiore Coltellacci - L'escafandre i la papallona – Janusz Kaminski |
| Millor decorat - La vida en rosa – Olivier Raoux - Molière – Françoise Dupertuis - Le Deuxième Souffle – Thierry Flamand - Un secret – Jean-Pierre Kohut Svelko - Jacquou le Croquant – Christian Marti | Millor muntatge - L'escafandre i la papallona – Juliette Welfling - La Graine et le Mulet – Ghalya Lacroix i Camille Toubkis - Un secret – Véronique Lange - La vida en rosa – Richard Marizy i Yves Beloniak - Persèpolis – Stéphane Roche |
| Millor so - La vida en rosa – Laurent Zeilig, Pascal Villard, Marc Doisne i Jean-Paul Hurier - L'Ennemi intime – Antoine Deflandre, Germain Boulay i Eric Tisserand - Les Chansons d'amour – Guillaume Le Braz, Valérie Deloof, Agnès Ravez i Thierry Delor - Persèpolis – Thierry Lebon, Eric Chevallier i Samy Bardet - L'escafandre i la papallona – Jean-Paul Mugel, Francis Wargnier i Dominique Gaborieau | Millor vestuari - La vida en rosa – Marit Allen - Un secret – Jacqueline Bouchard - Le Deuxième Souffle – Corinne Jorry - Molière – Pierre-Jean Larroque - Jacquou le Croquant – Jean-Daniel Vuillermoz |
| Millor curtmetratge - Le Mozart des pickpockets, de Philippe Pollet-Villard - Deweneti, de Dyana Gaye - Premier Voyage, de Grégoire Sivan - La Promenade, de Marina de Van - Rachel, de Frédéric Mermoud | Millor documental - L'advocat del terror, de Barbet Schroeder - Les Animaux amoureux, de Laurent Charbonnier - Les Lip, l'imagination au pouvoir, de Christian Rouaud - Le Premier Cri de Gilles de Maistre - Retour en Normandie, de Nicolas Philibert |
| César d'honor - Roberto Benigni - Jeanne Moreau (que ja havia rebut un César honorífic el 1995) - Romy Schneider, pòstumament (Alain Delon demana a l'assemblea que s'aixequi i aplaudeixi) | |